# Velký Buk
Velký Buk är ett berg i Tjeckien.   Det ligger i regionen Liberec, i den norra delen av landet, 80 km norr om huvudstaden Prag. Toppen på Velký Buk är 736 meter över havet, eller 233 meter över den omgivande terrängen. Bredden vid basen är 12,4 km.
Terrängen runt Velký Buk är huvudsakligen kuperad, men åt sydost är den platt.Runt Velký Buk är det ganska tätbefolkat, med 75 invånare per kvadratkilometer. Närmaste större samhälle är Česká Lípa, 14,9 km söder om Velký Buk. I omgivningarna runt Velký Buk växer i huvudsak blandskog.